# Верховье (Тихвинский район)
Верховье — деревня в Шугозёрском сельском поселении Тихвинского района Ленинградской области.

## История
Деревня Верховы упоминается в переписи 1710 года в Никольском Явосемском погосте Заонежской половины Обонежской пятины.

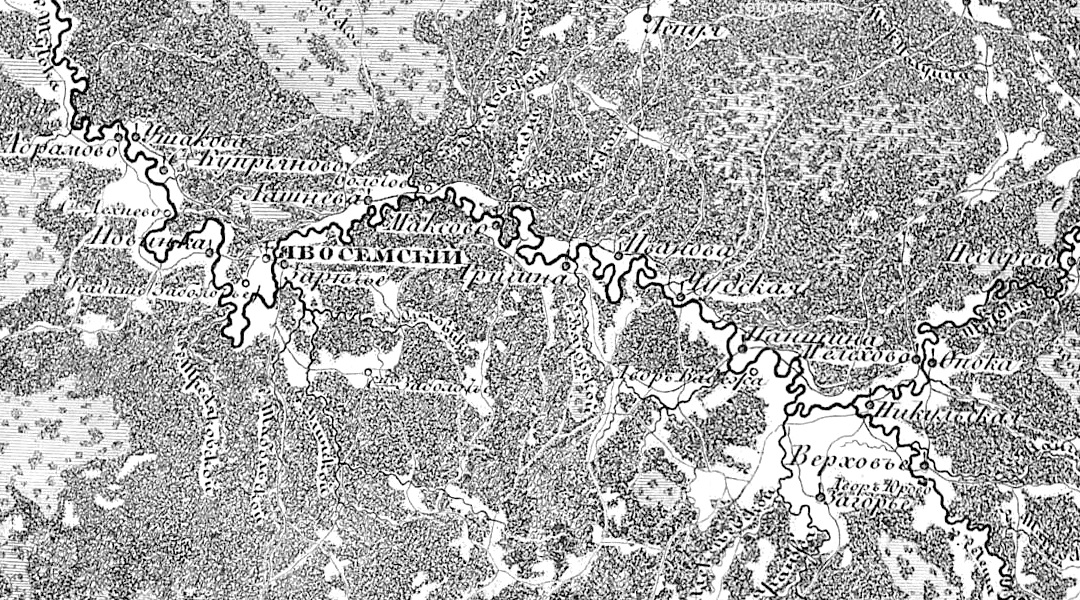
Деревня Верховье на семитопографической карте Новгородской губернии 1847 года

ВЕРХОВЬЕ — деревня Верховского общества, прихода Явосемского погоста. Река Ретежа.

Крестьянских дворов — 22. Строений — 26, в том числе жилых — 22.

Число жителей по семейным спискам 1879 г.: 57 м. п., 50 ж. п.; по приходским сведениям 1879 г.: 69 м. п., 61 ж. п.

В конце XIX — начале XX века деревня административно относилась к Деревской волости 5-го земского участка 3-го стана Тихвинского уезда Новгородской губернии.

ВЕРХОВЬЕ (ЯВОСЬМА) — деревня Верховского общества, дворов — 32, жилых домов — 55, число жителей: 107 м. п., 107 ж. п. 

Занятия жителей — земледелие. Реки Тутоша и Ретеша. Часовня. (1910 год)

По сведениям на 1 января 1913 года в деревне Верховье было 382 жителя из них детей в возрасте от 8 до 11 лет — 38 человек.
С 1917 по 1918 год деревня входила в состав Деревской волости Тихвинского уезда Новгородской губернии. 
С 1918 года в составе Череповецкой губернии.
С 1924 года в составе Пикалёвской волости.
С 1927 года в составе Никульского сельсовета Пикалёвского района.
В 1928 году население деревни составляло 210 человек.
С 1932 года в составе Капшинского района.
Согласно карте Ленинградской области Северо-западного аэрогеодезического треста ГГУ издания 1932 года деревня насчитывала 20 крестьянских дворов:
| Внешние изображения | Внешние изображения                 |
| ------------------- | ----------------------------------- |
|                     | Деревня Верховье на карте 1932 года |

По данным 1933 года деревня Верховье входила в состав Никульского сельсовета Капшинского района.
В 1958 году население деревни составляло 126 человек.
С 1963 года в составе Тихвинского района.
С 1965 года в составе Явосемского сельсовета.
По данным 1966, 1973 и 1990 годов деревня Верховье также входила в состав Явосемского сельсовета Тихвинского района.
В 1997 году в деревне Верховье Шугозёрской волости проживали 50 человек, в 2002 году — 33 человека (все русские).
В 2007 году в деревне Верховье Шугозёрского СП проживали 19 человек, в 2010 году — 16.

## География
Деревня расположена в восточной части района на автодороге 41К-915 (Никульское — Верховье).
Расстояние до административного центра поселения — 30 км.
Расстояние до ближайшей железнодорожной станции Тихвин — 96 км.
Через деревню протекает река Ретеша.

## Демография
| 2007 | 2010 | 2017 |
| ---- | ---- | ---- |
| 19   | ↘16  | ↗19  |

### Национальный состав
Согласно данным Всероссийской переписи населения 2021 года в деревне проживали 15 человек, из них:
 русские — 14, украинцы — 1 человек.

## Улицы
Мостовая, Набережная, Нагорная, Речная.